# Тіна Вайратер
Тіна Вайратер (нім. Tina Weirather, 24 травня 1989) — ліхтенштейнська гірськолижниця, олімпійська медалістка, призерка чемпіонату світу.
Срібну медаль чемпіонату світу Вайратер здобула на 2017 року в Санкт-Моріці у супергіганті.
Бронзову олімпійську медаль Вайратер здобула в супергігантському слаломі на Пхьончханській олімпіаді 2018 року.
Тіна — донька ліхтенштейнської гірськолижниці, дворазової олімпійської чемпіонки Ганні Венцель, племінниця Андреаса Венцеля.

## Результати кубка світу

### Місце в сезоні
| Сезон | Вік | Загальний залік               | Слалом                        | Гігантський слалом            | Супергігант                   | Швидкісний спуск              | Комбінація                    |
| ----- | --- | ----------------------------- | ----------------------------- | ----------------------------- | ----------------------------- | ----------------------------- | ----------------------------- |
| 2007  | 17  | 56                            | —                             | 23                            | 51                            | 43                            | 16                            |
| 2008  | 18  | 109                           | —                             | 39                            | —                             | —                             | —                             |
| 2009  | 19  | пропустила сезон через травму | пропустила сезон через травму | пропустила сезон через травму | пропустила сезон через травму | пропустила сезон через травму | пропустила сезон через травму |
| 2010  | 20  | 58                            | —                             | 41                            | 25                            | 38                            | 32                            |
| 2011  | 21  | пропустила сезон через травму | пропустила сезон через травму | пропустила сезон через травму | пропустила сезон через травму | пропустила сезон через травму | пропустила сезон через травму |
| 2012  | 22  | 9                             | —                             | 30                            | 7                             | 2                             | 33                            |
| 2013  | 23  | 18                            | —                             | 37                            | 9                             | 6                             | —                             |
| 2014  | 24  | 5                             | —                             | 10                            | 3                             | 4                             | 17                            |
| 2015  | 25  | 10                            | —                             | 10                            | 8                             | 7                             | —                             |
| 2016  | 26  | 4                             | 43                            | 5                             | 2                             | 8                             | —                             |

### Подіуми
- 6 перемог — (1 в швидкісному спуску, 4 в супергінанті, 1 в гігантському слаломі)
- 30 подіумів — (11 в швидкісному спуску, 13 в супергінанті, 6 в гігантському слаломі)

| Сезон | Дата              | Місце змагань                  | Дисциліна          | Місце |
| ----- | ----------------- | ------------------------------ | ------------------ | ----- |
| 2012  | 2 грудня 2011     | Лейк-Луїз, Канада              | швидкісний спуск   | 2     |
| 2012  | 28 січня 2012     | Санкт-Моріц, Швейцарія         | швидкісний спуск   | 3     |
| 2012  | 4 лютого 2012     | Гарміш-Партенкірхен, Німеччина | швидкісний спуск   | 3     |
| 2012  | 5 лютого 2012     | Гарміш-Партенкірхен, Німеччина | супергігант        | 3     |
| 2012  | 26 лютого 2012    | Банско, Болгарія               | супергігант        | 2     |
| 2013  | 30 листопада 2012 | Лйк-Луїз, Канада               | швидкісний спуск   | 3     |
| 2013  | 1 березня 2013    | Гарміш, Німеччина              | супергігант        | 1     |
| 2014  | 29 листопада 2013 | Бівер-Крик, США                | швидкісний спуск   | 2     |
| 2014  | 1 грудня 2013     | Бівер-Крик, США                | гігантський слалом | 3     |
| 2014  | 7 грудня 2013     | Лейк-Луїз, Канада              | швидкісний спуск   | 2     |
| 2014  | 8 грудня 2013     | Лейк-Луїз, Канада              | супергігант        | 2     |
| 2014  | 14 грудня 2013    | Санкт-Моріц, Швейцарія         | супергігант        | 1     |
| 2014  | 22 грудня 2013    | Валь-д'Ізер, Франція           | гігантський слалом | 1     |
| 2014  | 24 січня 2014     | Кортіна-д'Ампеццо, Італія      | швидкісний спуск   | 2     |
| 2014  | 25 січня 2014     | Кортіна-д'Ампеццо, Італія      | швидкісний спуск   | 3     |
| 2014  | 26 січня 2014     | Кортіна-д'Ампеццо, Італія      | супергігант        | 2     |
| 2015  | 5 грудня 2014     | Лейк-Луїз, Канада              | швидкісний спуск   | 3     |
| 2015  | 19 січня 2015     | Кортіна-д'Ампеццо, Італія      | супергігант        | 3     |
| 2015  | 21 лютого 2015    | Марибор, Словенія              | гігантський слалом | 3     |
| 2015  | 7 березня 2015    | Гарміш, Німеччина              | швидкісний спуск   | 1     |
| 2016  | 24 жовтня 2015    | Зельден, Австрія               | гігантський слалом | 3     |
| 2016  | 28 грудня 2015    | Лієнц, Австрія                 | гігантський слалом | 2     |
| 2016  | 24 січня 2016     | Кортіна-д'Ампеццо, Італія      | супергігант        | 2     |
| 2016  | 30 січня 2016     | Maribor, Slovenia              | гігантський слалом | 3     |
| 2016  | 21 лютого 2016    | Ла-Тюїль, Італія               | супергігант        | 1     |
| 2016  | 17 березня 2016   | Санкт-Моріц, Швейцарія         | супергігант        | 1     |
| 2017  | 4 грудня 2016     | Лейк-Луїз, Канада              | супергігант        | 2     |
| 2017  | 18 грудня 2016    | Валь-д'Ізер, Франція           | супергігант        | 2     |
| 2017  | 15 січня 2017     | Альтенмаркт-ім-Понгау, Австрія | швидкісний спуск   | 2     |
| 2017  | 22 січня 2017     | Гарміш, Німеччина              | супергігант        | 3     |